# William Dutton
William Dutton (Regina, 28 november 1989) is een Canadees voormalig langebaanschaatser die gespecialiseerd was in de korte afstanden. Hij maakte sinds maart 2013 deel uit van Team CBA. Na de Olympische Winterspelen 2018 nam hij afscheid van de professionele schaatssport.

## Loopbaan
Dutton begon op negenjarige leeftijd met schaatsen.

### Seizoen 2010/2011
In 2010 deed Dutton voor het eerst mee aan de wereldkampioenschappen schaatsen sprint. Hij scheurde in dit seizoen zijn achillespees.

### Seizoen 2013/2014
Op 9 november 2013 kwam hij tijdens een wereldbekerwedstrijd in Calgary in de laatste bocht van de 1000 meter ten val. Hij sneed zich op twee plekken in zijn rechterbeen en werd op een brancard weggedragen. Hij had twaalf hechtingen nodig en kon drie weken lang niet in actie komen. Bij de wereldkampioenschappen sprint in januari 2014 werd Dutton zevende. In februari 2014 deed hij mee aan de Olympische Spelen in Sotsji. Hij werd 14de op de 500 meter en 26ste op de 1000 meter.

## Persoonlijke records
| Afstand    | Tijd    | Datum            | Baan    |
| ---------- | ------- | ---------------- | ------- |
| 500 meter  | 34,25   | 15 november 2015 | Calgary |
| 1000 meter | 1.08,39 | 18 oktober 2013  | Calgary |
| 1500 meter | 1.47,12 | 1 januari 2010   | Calgary |
| 3000 meter | 3.56,72 | 9 januari 2009   | Calgary |
| 5000 meter | 7.01,31 | 22 november 2008 | Calgary |

(laatst bijgewerkt: 24 februari 2014)

## Resultaten
| Jaar | WK Sprint            | WK Afstanden | Olympische Spelen  | Wereldbeker        | WK Junioren                 |
| ---- | -------------------- | ------------ | ------------------ | ------------------ | --------------------------- |
| 2009 |                      |              |                    |                    | 7e 500m 14e 1000m 38e 1500m |
| 2010 | DQ (23e, DQ, 27e, -) |              |                    |                    |                             |
| 2011 |                      |              |                    | 26e 500m 48e 1000m |                             |
| 2012 |                      |              |                    | 24e 500m           |                             |
| 2013 |                      |              |                    | 30e 500m 0p 1000m  |                             |
| 2014 | 7e (5e, 4e, 11e, 8e) |              | 14e 500m 26e 1000m | 23e 500m 30e 1000m |                             |
| 2015 |                      |              |                    | 28e 500m           |                             |
| 2016 |                      | 8e 500m      |                    | 8e 500m 51e 1000m  |                             |
| 2017 |                      | 15e 500m     |                    | 24e 500m           |                             |
| 2018 |                      |              |                    | 26e 500m           |                             |